# Aegires sublaevis
Aegires sublaevis är en snäckart som beskrevs av Nils Hjalmar Odhner 1932.
Aegires sublaevis ingår i släktet Aegires och familjen Aegiridae. Inga underarter finns listade i Catalogue of Life.